# Toxorhina magna
Toxorhina magna là một loài ruồi trong họ Limoniidae. Chúng phân bố ở miền Tân bắc.